# Gare d'Akaike
La gare d'Akaike (赤池駅, Akaike-eki) est une gare ferroviaire de la ville de Nisshin, dans la préfecture d'Aichi au Japon. Elle est exploitée par la compagnie Meitetsu et le métro de Nagoya.

## Situation ferroviaire
La gare d'Akaike marque la fin des lignes Meitetsu Toyota et Tsurumai (les deux lignes sont interconnectées).

## Histoire
La gare a été inaugurée le 1er octobre 1978 comme terminus de la ligne Tsurumai. La ligne Toyota y arrive le 29 juillet 1979.

## Services aux voyageurs

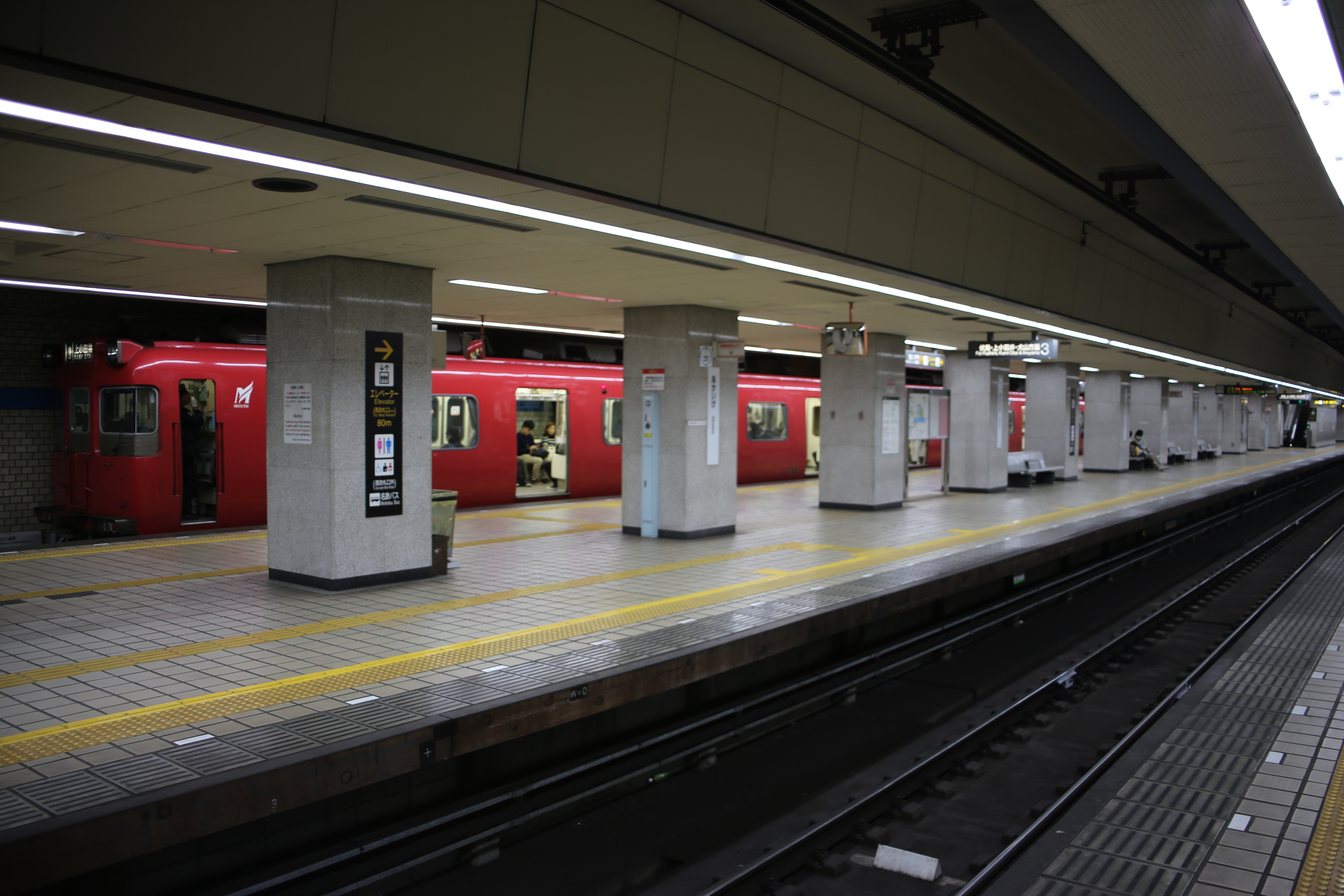
Vue des quais

### Accès et accueil
La gare dispose d'un bâtiment voyageurs, avec guichet, ouvert tous les jours. Les voies sont situées en souterrain.

### Desserte

#### Meitetsu
- Ligne Meitetsu Toyota :
  - voie 1 : direction Umetsubo et Toyotashi
  - voie 2 : terminus

#### Métro de Nagoya
- Ligne Tsurumai :
  - voies 3 et 4 : direction Kami-Otai

## Dans les environs
- Nagoya City Tram & Subway Museum